# Стрільба з лука на літніх Олімпійських іграх 1900
На літніх Олімпійських іграх 1900 року було проведено сім змагань по стрільбі з лука, які відбулися в Парижі (Франція), та у яких взяли участь 153 лучники. Збереглись особисті відомості лише про 17 лучників, про деяких з них відомо лише прізвище. Загалом у змаганнях з лука брали участь від 1400 до понад 1500 лучників. Це був перший раз, коли стрільба з лука була представлена на Олімпіаді. Усі сім дисциплін були лише для чоловіків. На змагання надіслали лучників 3 країни — Франція, Бельгія та Нідерланди. Від Нідерландів змагалось шестеро спортсменів, але жоден не пройшов кваліфікацію до фіналів.

## Медалі

### Таблиця медалей
Країна-господар (Франція)
| Місце             | Країна            |   |   |   | Усього |
| ----------------- | ----------------- | - | - | - | ------ |
| 1                 | Франція (FRA)     | 4 | 5 | 4 | 13     |
| 2                 | Бельгія (BEL)     | 3 | 3 | 1 | 7      |
| Усього (2 країни) | Усього (2 країни) | 7 | 8 | 5 | 20     |

### Медалі за дисциплінами
| Дисципліни            | Золото               | Золото   | Срібло                                | Срібло   | Бронза                    | Бронза   |
| --------------------- | -------------------- | -------- | ------------------------------------- | -------- | ------------------------- | -------- |
| Кордон доре 33 метра  | Хуберт Ван Інс (BEL) | Невідомо | Віктор Тібо (FRA)                     | Невідомо | Шарль Фредерік Петі (FRA) | Невідомо |
| Кордон доре 50 метрів | Анрі Еруен (FRA)     | Невідомо | Хуберт Ван Інс (BEL)                  | Невідомо | Еміль Фіссо (FRA)         | Невідомо |
| Шапеле 33 метра       | Хуберт Ван Інс (BEL) | Невідомо | Віктор Тібо (FRA)                     | Невідомо | Шарль Фредерік Петі (FRA) | Невідомо |
| Шапеле 50 метрів      | Ежен Мужен (FRA)     | Невідомо | Анрі Ель (FRA)                        | Невідомо | Еміль Мерсье (FRA)        | Невідомо |
| Чемпіонат світу       | Анрі Еруен (FRA)     | Невідомо | Хуберт Ван Інс (BEL)                  | Невідомо | без нагород               |          |
| А ля ерш              | Емануэль Фулон (BEL) | Невідомо | Огюст Серрюрьє (FRA) Еміль Дрюа (BEL) | Невідомо | без нагород               |          |
| А ля пірамід          | Еміль Грюмьо (FRA)   | Невідомо | Огюст Серрюрьє (FRA)                  | Невідомо | Луі Гліньйо (BEL)         | Невідомо |

## Країни що брали участь
Всього на Паризьких іграх змагалися 153 лучники з 3 країн:
- Бельгія (BEL) (18)
- Франція (FRA) (129)
- Нідерланди (NED) (6)